# 벨라 페르난데스
이자벨라 페르난데스 도스 산토스(Izabela Fernandes dos Santos, 2004년 8월 10일 ~ )는 브라질의 여배우이자 가수이다.

## 영화
- 봄 디아 & 치아 (2014)
- 오 주 다 주 (2016–2018)
- 아스 아벤투라스 데 폴리아나 (2018–2020)
- 우리 생애 최고의 여름 (2020)
- 내 영화 만들기 (2022)

## 음반

### Sou Eu (2020)
1. As Cores
2. Até Parece
3. Então Tá
4. Loucamente
5. O Maior Sentido
6. Sou Eu

### 싱글
- Crush (2018)
- Então Tá (2019)